# Férfi 800 méteres síkfutás a 2013. évi nyári európai ifjúsági olimpiai fesztiválon
A 2013. évi nyári európai ifjúsági olimpiai fesztiválon az atlétikai versenyszámok közül a férfi 800 méteres síkfutást július 16.-án és július 19.-én rendezték Utrechtben.

## Selejtező
| H   | F | Név                   | Nemzet           | E       | Mj |
| --- | - | --------------------- | ---------------- | ------- | -- |
| 1.  | 1 | Benediktas Mickus     | Litvánia         | 1:55.24 | Q  |
| 2.  | 1 | Madalin Dorian Gheban | Románia          | 1:55.45 | Q  |
| 3.  | 1 | Pierrick Loir         | Franciaország    | 1:55.79 | Q  |
| 4.  | 1 | Ivan Feitsma          | Hollandia        | 1:55.97 | q  |
| 5.  | 1 | Luca Beggiato         | Olaszország      | 1:57.38 | q  |
| 6.  | 2 | Julius Uutela         | Finnország       | 1:57.83 | Q  |
| 7.  | 2 | Cian Michael Mc Bride | Írország         | 1:58.94 | Q  |
| 8.  | 2 | Arne Van Opstal       | Belgium          | 1:59.07 | Q  |
| 9.  | 1 | Gatis Kupcs           | Lettország       | 1:59.30 |    |
| 10. | 2 | Süli Richárd Ferenc   | Magyarország     | 1:59.46 |    |
| 11. | 1 | Aliaksei Lazarau      | Fehéroroszország | 2:03.07 |    |
| 12. | 2 | Ibrahim Sevimli       | Törökország      | 2:03.53 |    |
| 13. | 2 | Tsvetelin Tsonev      | Bulgária         | 2:07.87 |    |
| 14. | 2 | Zaur Aliyev           | Azerbajdzsán     | 2:12.39 |    |
| -   | 2 | Tom Dietrich Elmer    | Svájc            | -       | DQ |

## Döntő
| H     | Név                   | Nemzet        | E       | Mj |
| ----- | --------------------- | ------------- | ------- | -- |
| Arany | Benediktas Mickus     | Litvánia      | 1:55.50 |    |
| Ezüst | Madalin Dorian Gheban | Románia       | 1:55.53 |    |
| Bronz | Pierrick Loir         | Franciaország | 1:56.21 |    |
| 4.    | Luca Beggiato         | Olaszország   | 1:56.39 |    |
| 5.    | Cian Michael Mc Bride | Írország      | 1:56.61 |    |
| 6.    | Ivan Feitsma          | Hollandia     | 1:57.24 |    |
| 7.    | Arne Van Opstal       | Belgium       | 1:57.45 |    |
| 8.    | Julius Uutela         | Finnország    | 1:57.46 |    |